# 碗仔翅
碗仔翅是一種香港街頭仿魚翅羹小吃，其材料以粉絲為主，以澱粉將湯煮至濃稠，並加入老抽和生抽成棕色，冬菇絲和雞肉絲常被加入一起烹調，使湯羹的口感更為充實。進食碗仔翅時，可按個人喜好加入麻油、浙醋、白胡椒粉或辣椒油調味。

## 起源
1940至1950年代，據稱在九龍油麻地廟街榕樹頭有擺賣熟食的小販向酒樓收集有錢人吃剩的「翅頭翅尾」，再使用豆粉、味精及豉油等製作出類似高級酒家的魚翅羹，並使用小碗盛放及以廉價銷售，使草根階層也能一嘗吃魚翅的滋味，結果大受歡迎，由此產生「碗仔翅」，及後有其他小販也仿效擺賣碗仔翅，因為即使是剩餘的「翅頭翅尾」也供應有限，故此有小販嘗試以粉絲取而代之，由於成本更低，售價也更便宜，而味道並沒有明顯分別，依然有大批食客捧場，於是香港街頭便出現了一批專門出售這類平民仿翅的小販。之後有部分售賣碗仔翅的小販，同時也售賣生菜魚肉，當年有不少人在購買碗仔翅時會加多一點錢，在碗仔翅中加入魚肉一同吃，作為一種較飽肚的小吃。現在的碗仔翅雖然沒有魚翅的成份，但其外觀與香港酒樓或酒家飲宴時供應的魚翅羹相似，並以小碗盛載，因而習慣上仍然稱為「碗仔翅」。過往有一些小販亦會出售拌有通心粉的碗仔翅，能增加裹腹感，可作為簡單的午餐，但現在已較為少見。
碗仔翅的湯底主要由清水、醬油、味精和澱粉調配而成。由於小販和熟食檔出售的碗仔翅常會加入味精調味，因此即使碗仔翅是受歡迎的小吃，但仍被視為不健康的食物；一般家庭也很少會在家中烹調碗仔翅作為家常湯水，只會從食肆購買作為小吃。1990年代後期，香港有一些酒樓開始出售加入香菇絲、蛋花、以至金華火腿、豬皮、魚肚的碗仔翅，也有部分快餐店把碗仔翅作為下午茶時段供應的食品。

## 做法
將1片雞胸肉蒸熟，用手把肉撕開；把1公升上湯煮開，加入雞肉絲、35克已浸軟粉絲、20克已浸軟及切成條狀的冬菇，也可加入用熱水燙過及切成細條的豬皮，最後加老抽、澱粉、油攪勻。吃時可按個人喜好伴以浙醋、麻油、胡椒粉和辣椒油等。

## 名稱
碗仔翅是香港常見的小吃，大部分居民也理解「碗仔翅」只是用廉價的雞胸肉代替昂貴的魚翅，並不會有魚翅的成分。從2000年代起，香港社會開始關注保護海洋生態，避免濫捕鯊魚做魚翅，提倡減少甚至停止食用魚翅，所以碗仔翅成為大眾感受魚翅湯味道的代替品。